# Bęćkowo (gromada)
Bęćkowo – dawna gromada, czyli najmniejsza jednostka podziału terytorialnego Polskiej Rzeczypospolitej Ludowej w latach 1954–1972.
Gromady, z gromadzkimi radami narodowymi (GRN) jako organami władzy najniższego stopnia na wsi, funkcjonowały od reformy reorganizującej administrację wiejską przeprowadzonej jesienią 1954 do momentu ich zniesienia z dniem 1 stycznia 1973, tym samym wypierając organizację gminną w latach 1954–1972.
Gromadę Bęćkowo z siedzibą GRN w Bęćkowie utworzono – jako jedną z 8759 gromad – w powiecie grajewskim w woj. białostockim, na mocy uchwały nr 15/V WRN w Białymstoku z dnia 4 października 1954. W skład jednostki weszły obszary dotychczasowych gromad Bęćkowo, Zacieczki, Wólka, Rakowo, Skaje, Guty, Gutki i Lipnik ze zniesionej gminy Szczuczyn oraz Tarachy, Chojnówek i Kurejewka ze zniesionej gminy Bogusze w tymże powiecie. Dla gromady ustalono 14 członków gromadzkiej rady narodowej.
Gromadę Bęćkowo zniesiono 31 grudnia 1961, a jej obszar włączono do nowo utworzonej gromady Szczuczyn.